# США на зимових Олімпійських іграх 2002
Сполучені Штати брали зимові Олімпійські ігри 2002 року у своєму місті Солт-Лейк-Сіті (Юта). Честь країни захищали двісті два спортсмена, що брали участь в п'ятнадцяти видах спорту. У підсумку виступ виявився украй успішним, збірна удостоїлася тридцяти чотирьох комплектів нагород і в загальнокомандному заліку посіла третє місце. Цей результат за кількістю медалей майже втричі перевершує попередні виступи на домашніх Олімпіадах в Лейк-Плесіді 1932 та 1980 років, а також в Скво-Веллі 1960 року. Крім того, збірна США повторила рекорд Норвегії на зимових Олімпійських іграх 1994 року, заробивши на домашніх змаганнях десять золотих нагород, проте через вісім років цей рекорд побила збірна Канади, заробивши чотирнадцять золотих комплектів медалей на іграх у Ванкувері. 

## Медалісти

### Золото
- Джилл Баккен та Вонетта Флауерс — бобслей, жіночі двійки.
- Сара Х'юз — фігурне катання, жіноча одиночна програма.
- Аполо Ентон Оно — шорт-трек, 1500 метрів.
- Джиммі Ші — скелетон, чоловіки.
- Трістан Гейл — скелетон, жінки.
- Росс Пауерс — сноубординг, чоловічий хаф-пайп.
- Келлі Кларк — сноубординг, жіночий хаф-пайп.
- Кейсі Фітцрендольф — ковзанярський спорт, 500 метрів.
- Дерек Парра — ковзанярський спорт, 1500 метрів.
- Кріс Вітт — ковзанярський спорт, 1000 метрів.

### Срібло
- Боде Міллер — гірськолижний спорт, чоловіча комбінація.
- Боде Міллер — гірськолижний спорт, чоловічий гігантський слалом.
- Тодд Хейз, Ренді Джонс, Білл Шаффенхауер та Гарретт Хайнс — бобслей, чоловічі четвірки.
- Джо Пак — фрістайл, чоловіча акробатика.
- Тревіс Мейєр — фрістайл, чоловічий могул.
- Шеннон Баркі — фрістайл, жіночий могул.
- Збірна США з хокею із шайбою — хокей.
- Жіноча збірна США з хокею c шайбою — хокей.
- Марк Грімметт та Браян Мартін — санний спорт, двійки.
- Аполо Ентон Оно — шорт-трек, 1000 метрів.
- Лі Енн Парслі — скелетон, жінки.
- Денні Кас — сноубординг, чоловічий хаф-пайп.
- Дерек Парра — ковзанярський спорт, 5000 метрів.

### Бронза
- Браян Шаймер, Майк Кон, Даг Шарп та Ден Стіл — бобслей, чоловічі четвірки.
- Тімоті Гейбл — фігурне катання, чоловіче одиночне катання.
- Мішель Кван — фігурне катання, жіноче одиночне катання.
- Клей Айвес та Кріс Торп — санний спорт, двійки.
- Рості Сміт — шорт-трек, 500 метрів.
- Джаррет Томас — сноубординг, чоловічий хаф-пайп.
- Кріс Клаг — сноубординг, чоловічий гігантський паралельний слалом.
- Кіп Карпентер — ковзанярський спорт, 500 метрів.
- Джої Чік — ковзанярський спорт, 1000 метрів.
- Дженніфер Родрігес — ковзанярський спорт, 1000 метрів.
- Дженніфер Родрігес — ковзанярський спорт, 1500 метрів.